# Meßbach (Fischbach)
Der Meßbach ist ein etwa zwei Kilometer langer rechter und südlicher Zufluss des Fischbachs in der Gemeinde Fischbachtal des hessischen Landkreises Darmstadt-Dieburg

## Geografie

### Verlauf
Die Quelle des Meßbachs liegt in einem Blockschuttwald am Nordhang des Rimdidims und südwestlich von Meßbach. Dieser gehört zum Natura2000-Gebiet Buchenwälder des Vorderen Odenwaldes. Am Hang gibt es einige weitere kleine Quellen.
Der Meßbach fließt bis zur Mündung in den Fischbach in größtenteils nördlicher Richtung, zunächst durch den Ort Meßbach und mündet im FFH-Gebiet Herrensee von Niedernhausen in den Fischbach.

### Flusssystem Gersprenz
- Fließgewässer im Flusssystem Gersprenz